# 及川奈央
及川奈央（1981年4月21日—）是一名日本電視演員，也是前AV女優，在拍攝AV成人影片的時代就有極高的知名度。2003年之後開始自AV界半引退，並在2004年末轉型成一般藝人。目前多參與戲劇與綜藝節目的演出。因她極高的AV知名度，被譽為近十年來最重要的AV女優之一，在東亞地區都有為數不少的影迷。

## 人物簡介

### 個人檔案

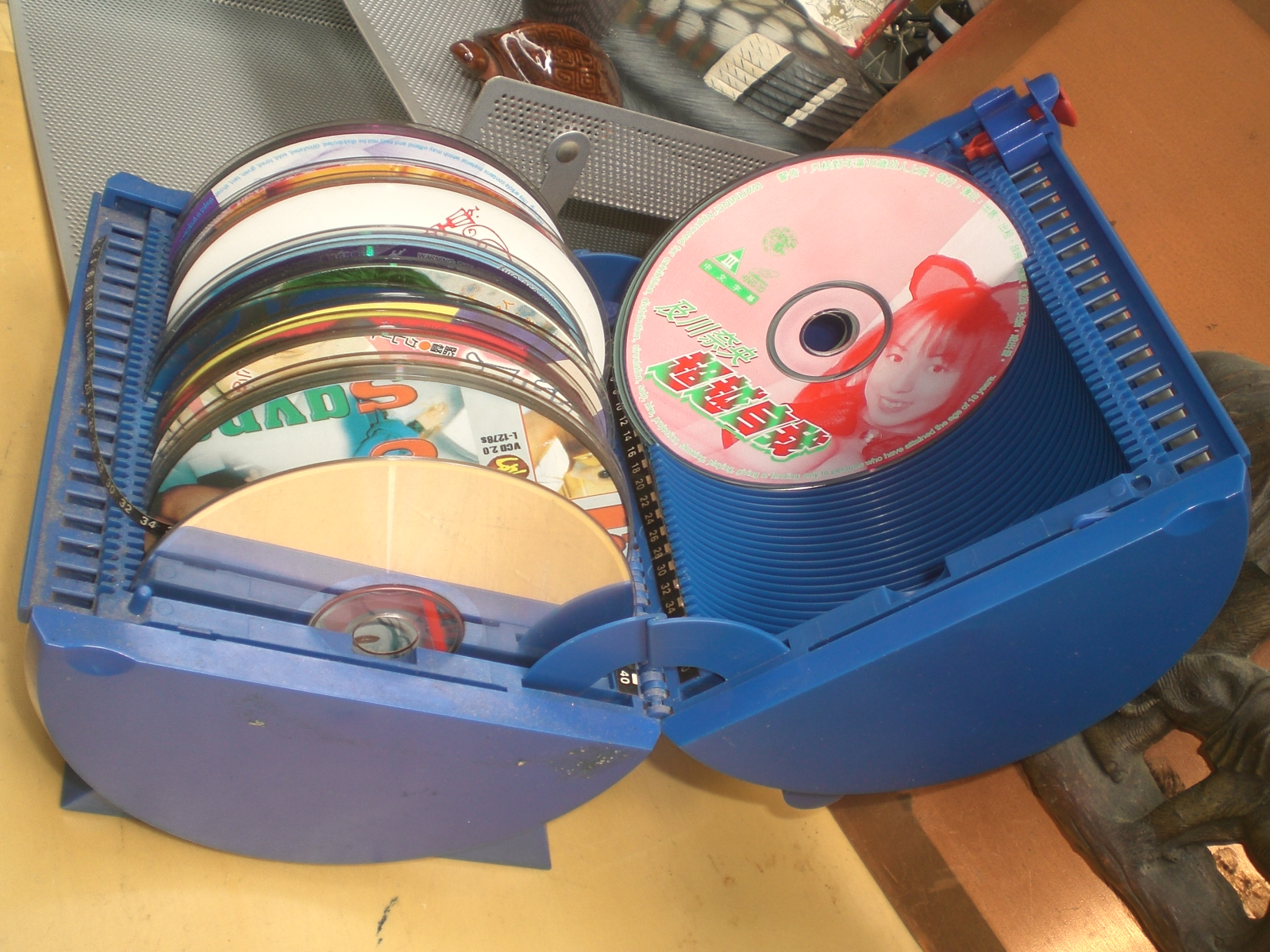
及川奈央三級片港版VCD-BOX

- 興趣：烹飪，马骑术，步行[3]，人的觀察，互聯網[4]
- 專長：書法，游泳[3]
- 喜好的食物：日本料理全部，咖哩[3]
- 討厭的食物：納豆，蝦[3]
- 最喜歡逛的街：恵比寿，表參道，中目黒，根津[5]，麻布十番[6]
- 身體尺寸：身高161.5 cm[4]，鞋子尺寸：24.5 cm，胸圍 86 cm / 腰圍 56 cm / 臀圍 88 cm[3]
- 口頭禪：努力，繼續成為力量[4]
- 我尊敬的女演員：高島禮子[6]
- 人生目標：『及川奈央』料理亭[7]

## 主要作品

### CD
| 發售日     | 名稱                                                          | 唱片公司          | 参考                    |
| ---------- | ------------------------------------------------------------- | ----------------- | ----------------------- |
| 2005/11/23 | 謝 謝 Shake                                                   | BMG JAPAN         |                         |
| 2008/10/01 | 炎神戰隊轟音者 迷你專輯 G3 Princess Rap - PRETTY LOVE Limited | 古倫美亞音樂娛樂  | 共演:杉本有美，逢澤莉娜 |
| 2008/10/01 | 炎神戰隊轟音者 G3 Princess CD-BOX                             | 古倫美亞音樂娛樂  | 共演:杉本有美，逢澤莉娜 |
| 2011/10/26 | 天晴 Ba-Ban-Bang!                                             | Bell Wood Records | 共演:Sandwich Man       |

### 電影 / V-cinema
| 上映日期 / 發售日                                                                       | 片名 | 製作公司                    | 参考                     |
| --------------------------------------------------------------------------------------- | --- | --------------------------- | ------------------------ |
| 2002/02/16                                                                              | | Engel                       | 飾演 雫                  |
| 2002/08/03                                                                              | Play Ball | Ω企劃/GP Museum軟件         | 飾演 夏                  |
| 2004/02/14                                                                              | 卡彭 六本木錬金的帝王 | Rascal                      | 飾演 橘良子              |
| 2004/05/01                                                                              | 修羅之道 10 九州全面戰爭 | 東映                        | 飾演 由佳                |
| 2005/07/22                                                                              | 及川奈央 SPECIAL BOX - Deep Love深沈的愛 HOST「沙羅的一日」 | NeoPlex                     | 飾演 沙羅                |
| 2005/03/18                                                                              | Maggie's 犬 Jr. | ICF                         | 飾演 Maggie ※主演        |
| 2005/10-12 2006/01                                                                      | 及川奈央 Real Horror Series 葬儀屋月子 看護師月子 | EZ Channel/RENTRAK JAPAN    | 飾演 月子 ※主演          |
| 2005/11/12                                                                              | No Pants Girls - Movie Box-ing2 | Ω企劃/M3 Entertainment      | 飾演 菅野愛里 ※主演      |
| 2006/05/27                                                                              | 螃蟹守門員 | BBMC MOVIE CONTENTS         | 飾演 奈美                |
| 2007/04/21                                                                              | | MF Box/東映                 | 飾演 流浪貓南希          |
| 2007/06/25 2007/07/25 2008/04/25 2008/06/25 2008/12/25 2009/06/25 2010/03/25 2010/12/17 | 1 2 3 4 5 6 7 8 | GP Museum軟件               | 飾演 詩織                |
| 2008/07/11 2008/08/09 2009/01/24 2010/01/30 2011/08/06 2012/01/21                       | 炎神戰隊轟音者 BUNBUN!BANBAN!劇場BANG!! 炎神戰隊轟音者VS獸拳戰隊激氣連者 侍戰隊真劍者VS轟音者_銀幕BANG!! 海賊戰隊豪快者 THE MOVIE 飛天幽靈船 海賊戰隊豪快者 V.S.宇宙刑事卡邦 | 東映                        | 飾演 害水大臣 凱格雷西亞 |
| 2009/07/17                                                                              | | TMC                         | 飾演 石頭教頭            |
| 2009/09/05                                                                              | TOGETHER | T&M/東映                    | 飾演 護理人員            |
| 2009/12/12                                                                              | 假面騎士×假面騎士W_&_Decade_Movie大戰2010 | 東映                        | 飾演 蜂女                |
| 2010/08/27                                                                              | | Movie Gate/ShowTime/Aniplex | 飾演 牧村信子            |
| 2012/03/31                                                                              | Mighty Lady - The Series | 制作委员会方式              | 飾演 修女                |
| 2013/04/06                                                                              | WONOGAWA | 制作委员会方式              | 飾演                     |
| 2013/09/04                                                                              | Death Trap 死神法則 | 楽創社                      | 飾演 死神                |

### 電視劇
| 播出日期              | 片名                                              | 製作公司     | 参考                               |
| --------------------- | ------------------------------------------------- | ------------ | ---------------------------------- |
| 2004/08               |                                                   | 東京電視台   | 导演 / 飾演 店員                   |
| 2004/10-12            | 怪奇大家族                                        | 東京電視台   | 飾演 諸美女                        |
| 2004/10               | 30minutes 第2話                                   | 東京電視台   | 飾演 歩                            |
| 2005/01-03            | Deep Love深沈的愛 HOST                            | 東京電視台   | 飾演 沙羅                          |
| 2005/11/11            | 牙狼GARO 第6話 美貌                               | 東京電視台   | 飾演 琴美                          |
| 2006/02/17            | 夜王 第6話                                        | TBS電視      | 飾演                               |
| 2006/07/08            | 快感職人 第1話                                    | 朝日電視台   | 飾演 由加裏                        |
| 2006/12               | 地獄少女 第7集 香甜的誘惑                         | 日本電視台   | 飾演 松井霧子                      |
| 2007/10-2008/03       | 魔法老师                                          | 東京電視台   | 飾演 源靜奈                        |
| 2007/11/09            | ULTRASEVEN X (超人七號X) 第6話                    | 中部日本放送 | 飾演 亜里沙                        |
| 2008/02/15            | 愛迪生之母 第6話                                  | TBS電視      | 飾演                               |
| 2008/02/17-2009/02/08 | 炎神戰隊轟音者                                    | 朝日電視台   | 飾演 害水大臣 凱格雷西亞, 清水奈央 |
| 2009/11/27            | 内田康夫旅情懸疑岡部警部系列 第四弾腔棘魚殺人事件 | 富士電視台   | 飾演 坐檯小姐                      |
| 2010/01/24            | NHK大河劇 龍馬傳 第4回 江戶的鬼小町               | NHK          | 飾演 志乃(妓女)                    |
| 2010/08/13            | 宇宙犬作戰 第4話                                  | 東京電視台   | 飾演 星団警察門羅                  |
| 2013/06/15            | 牙狼＜GARO＞～照亮黑暗的人～ 第11話               | 東京電視台   | 飾演 菩阿羅                        |
| 2013/10/24            | 獨身貴族 第3話                                    | 富士電視台   | 飾演 神野櫻子                      |

### 舞台劇
| 公演日           | 作品名                                    | 脚本/演出                | 劇場                                  | 参考                        |
| ---------------- | ----------------------------------------- | ------------------------ | ------------------------------------- | --------------------------- |
| 2005/04-05/31    | Checkmate                                 | 蓮見正雄                 | 梅田花月(大阪)                        | 飾演 及川奈央本人           |
| 2006/04/06-30    | 志村魂                                    | 志村健/拉沙爾石井        | 東京芸術劇場/中日劇場(名古屋)         | 飾演 腰元                   |
| 2007/11/21-12/23 | Night Mess                                | 小林雄次/梶研吾          | 日本国内14所公演                      | 飾演 沙希 ※主演             |
| 2010/08/31-09/05 | Blood Prisoner                            | 梶研吾                   | 惠比壽ECHO劇場(東京)                  | 飾演 神宮寺雅               |
| 2010/10/02       | 天使心                                    | 北条司/福田恵一/渡邊世紀 | 吉祥寺劇場(東京)                      | 主演 杉本有美 飾演 野上冴子 |
| 2011/06/01-19    | 15-0 Fifteen Love                         | 池田鉄洋                 | 下北澤駅前劇場（東京）/HEP HALL(大阪) | 飾演 翔太                   |
| 2011/09/15-18    | 類類 vol.1 女人的感情                     | 金澤知樹                 | 中野HOPE劇場（東京）                  | 飾演 松本利奈               |
| 2012/02/15-19    | HOLSTEIN KILLER NEVER DIE!!               | 有馬顕                   | 中野The Pocket（東京）                | 快傑大熊猫團 飾演 愛        |
| 2012/03/08-11    | AI-NIKU                                   | 脚本家集團 "Dra-Kichi"   | SAMSA（東京）                         | 飾演 光美                   |
| 2012/06/24-07/08 | 同花大順                                  | 池田鉄洋                 | 下北澤本多劇場（東京）/ABC HALL(大阪) | 飾演 美香                   |
| 2012/09/20-23    | 類類 vol.2 悪女                           | 北川亜矢子/大関真        | 高田馬場RABINEST（東京）              | 飾演 菜波                   |
| 2013/04/17-21    | 東京畸人俱樂部                            | 鳥居美雪/住田拓英        | 代代木Space Zero（東京）              | 飾演 赤木幸子               |
| 2013/08/29-09/01 | 類類 vol.3 Tokaido girls 女東海道中膝栗毛 | 池田鉄洋                 | 新宿THEATER BRATS（東京）             | 飾演 矢島香                 |
| 2013/09/11-16    |                                           | 佐藤秀峰/小野健太郎      | 新宿御苑THEATER SUNMALL（東京）       | 飾演 川向満左恵             |
| 2013/11/27-12/01 | 詛咒                                      | 德井義實/山崎洋平        | 赤坂RED THEATER（東京）               | 飾演                        |
| 2014/03/18-23    | 7EVEN LOVERS                              | 渡辺晃                   | 大塚萬劇場（東京）                    | 飾演 ※主演                  |

### 個人寫真集
- OIKAWA NAO PORTRAITS(2001年，雙葉社) - 野村誠一
- (2002年，) - 吉田裕之
- (2003年，) - 小池伸一郎
- 女神 (2003年，雙葉社) - 高橋生建
- Su-Nao (2005年6月，) - 西田幸樹
- G3 Princess Visual Book (2008年10月，學習研究社) - 下川純一郎，共演:杉本有美，逢澤莉娜

### 電視廣告CM
- DRINK!! (2003年，) UICY-4129
- (2004年，)
- BACK-ON BABY ROCK (2005年，愛貝克思)
- 採用不採用 PV (2006年1月，TRACTION)
- 電影-{サハラ DVD発売告知CF (2006年，)
- DSG (2009年7月，DSG GROUP}-)

### 其他商品
- (2006年8月16日，KLab) - 电话铃声
- (2009年7月17日，KLab) - 手机
- http://www.heiwanet.co.jp/latest/oikawa/（页面存档备份，存于） (2009年8月31日，平和) - 彈珠機
- (2010年2月14日，平和) - 彈珠機

### 著作
- (2009年3月 -，漫画原作）

## 廣播節目

### 電視
- (2003年9月11日，TBS電視)
- (2004年，2005年6月 - 8月，埼玉電視台)
- (2004年，TBS電視)
- (2004年6月 - 7月，大阪電視台)
- (2004年，TBS電視)
- (2004年10月 - 2005年3月，日本電視台) - 毗卢遮那佛役
- 登龍門 (2004年 - 2005年，富士電視台)
- (2005年1月1日，東京電視台)
- 指名手配 (2005年1月12日，朝日電視台)
- (2005年1月，東京電視台)
- (2005年2月3日，TBS電視)
- (2005年，MUSIC ON! TV) - 木曜日司会
- (2005年，日本電視台)
- (2005年4月22日，朝日放送)
- (2005年4月 - 6月，東京電視台)
- (2005年10月 - 2009年3月，東京電視台)
- 銀玉王 (2005年6月，SUN電視台)
- 第1回 (2005年6月，MONDO21)
- (2005年7月12日，9月6日，朝日電視台)
- (2005年，日本電視台)
- 『ぷっ』すま (2005年，朝日電視台)
- (2005年7月 - 8月，愛知電視台)
- (2005年7月 - 2006年3月，大阪電視台)
- (2005年7月，2006年10月 - 2007年3月，琵琶湖放送)
- (2005年8月1日，朝日放送)
- (2005年8月，關西電視台)
- (2005年8月30日，每日放送）
- (2005年8月30日 - 9月8日，TBS電視)
- (2005年9月3日，朝日電視台)
- (2005年9月，日本電視台)
- (2005年10月10日 - 2006年3月，名古屋電視台)
- 女魂 (2005年10月 - 2006年3月，名古屋電視台)
- (2005年10月 - 2006年3月，TVQ九州放送)
- (2005年11月22日，2007年2月6日，朝日電視台)
- (2005年12月24日，名古屋電視台)
- (TBS電視)
  - 第5回大会 2006謹賀新年 (2006年1月7日)
  - 第6回大会 2006秋 (2006年9月20日)
- (2006年1月11日，名古屋電視台)
- (2006年2月17日，24日，東京電視台)
- (2006年2月，8月，神奈川電視台,埼玉電視台,千葉電視台)
- (2006年6月12日，朝日放送)
- (2006年7月，2007年1月，富士電視台)
- (2006年9月21日，朝日電視台)
- (朝日電視台)
  -  (2006年11月11日，2007年4月14日，6月23日)
  -  (2006年12月25日，2007年1月1日)
  -  (2007年1月13日，2008年2月16日)
- (2007年1月1日，朝日電視台)
- (2007年1月24日，TBS電視)
- (2007年2月19日，富士電視台)
- 電影 (2007年3月31日 - 4月16日(各局)) -
- (2007年，)
- (2007年，東京電視台)
- (2007年6月9日，16日，23日，廣島HOME電視台)
- (2007年8月28日，11月15日，日本電視台）
- (2009年1月1日，東京電視台)
- (2009年5月13日，富士電視台NEXT)
- (東京電視台)
  -  (2009年7月1日)
  -  (2009年12月25日)
- (2009年11月9日，J:COM)
- (2009年11月15日，)
- (2010年1月1日，東京電視台)
- (2010年4月11日，日本電視台)
- (2010年8月12日，富士電視台NEXT)
- (2010年10月28日,11月4日，關西電視台)
- (2010年11月9日，東京電視台)
- (2010年11月13日，東京電視台)
- (2010年11月16日，東京電視台)
- (2010年11月21日，BS日視)
- (2011年2月25日，富士電視台)
- (2011年3月20日,3月27日，BS JAPAN)
- (2011年4月5日 - ，東京電視台)

### 電台
- SPUNKY JONES (2003年 - 2004年，J-WAVE)
- (2004年 - 2005年，TBS廣播)
- (2005年3月，每日放送)
- (2005年7月16日，日本放送)
- (2005年10月17日，TBS廣播)
- (2005年 - 2007年3月，MRO,KRY,RKC,YBS,RNC)
- (2005年7月16日，2007年，TBS廣播)
- (2005年8月28日，TBS廣播)
- (2006年1月27日，中部日本放送)
- (2007年4月11日，文化放送)
- Wonderful World (2007年8月23日，FM東京)
- (2008年5月10日，17日，FM西東京)

### 網上電視台/網路電台
- (2004年9月 - 2005年10月，K'z Station)
- (GYAO)
  -  (2004年12月 - 2005年2月)
  -  (2006年3月 - 5月)
- (2005年1月5日 - 9月25日)
- (2006年12月7日，GYAO)
- (2007年1月 - 4月，GYAO)
- (2007年3月16日 - 2009年8月28日，GYAO)
- (2007年5月20日，GYAO)
- (2007年6月 - 11月)
- NEO POWER TV (2007年7月 - 12月，neo）
- (2007年10月26日，2008年12月26日，2009年8月28日，GYAO)
- (2008年6月7日，GYAO)
- (2008年12月22日，Pokela)
- (2009年4月10日，)
- (2009年6月11日 - 12月17日，Pokela)
- (2010年3月12日，K'z Station)
- (2010年4月27日，超速!!必勝本SP) - 音楽:後藤次利, 写真及朗読:及川奈央
- (2011年3月3日, )
- 堀江贵文氏  記者會見&座談會 (2011年3月9日, )

### DVD
- 緊急特別DVD 追悼小林劍道 (2005年10月26日，YOSHIMOTO WORKS) - 未亡人
- (2009年7月10日，ShowTime) -
- IS YOUR SEX HAPPY?  (2009年10月25日，) - 監修
- Fuji Cup 第1回麻将女王 (2010年4月16日，) - 司会者
- 麻将最強戰2011 著名人代表決定戰 (2011年9月2日，竹書房)
- 麻将最強戰2012 著名人代表決定戰・風神編 (2012年9月7日，竹書房)
- 麻将最強戰2013 決勝戰 (2014年3月5日，竹書房)

## 成人影片
2000年
- (2000年9月30日，宇宙企劃)
- (2000年10月29日，宇宙企劃)
- (2000年12月22日，)

2001年
- (2001年1月23日，)
- (2001年5月25日，桃太郎映像出版)
- (2001年10月24日，桃太郎映像出版)
- (2001年11月1日，)
- (2001年11月30日，)
- (2001年12月，MidnightBlue)
- (2001年12月20日，桃太郎映像出版)
- (2001年12月21日，)

2002年
- (2002年1月1日，)
- (2002年1月18日，)
- (2002年2月10日，(宇宙企劃))
- ()
  -  (2002年2月28日)
  -  (2002年12月1日)
- (2002年3月23日，TMA)
- (2002年4月1日，MOODYZ)
- (2002年4月12日，TMA)
- (2002年4月17日，桃太郎映像出版) 他出演:
- (2002年5月1日，MOODYZ)
- (2002年5月17日，)
- (2002年5月17日，Soft On Demand)
- (2002年6月1日，MOODYZ) - 共演:
- (2002年6月8日，)
- (2002年6月21日，Soft On Demand)
- (2002年6月21日，VIP)
- (2002年6月28日，)
- (2002年7月5日，忠実堂) - 共演:
- (2002年7月8日，)
- (2002年7月19日，Soft On Demand)
- (2002年7月19日，)
- (2002年7月23日，)
- (2002年8月1日，)
- (2002年8月4日，Soft On Demand)
- (2002年8月10日，桃太郎映像出版) 他出演:
- (2002年8月15日，MOODYZ)
- (2002年8月16日，)
- (2002年8月23日，)
- (2002年9月1日，)
- (2002年9月6日，Soft On Demand)
- (2002年9月6日，)
- (2002年9月10日，)
- (2002年9月20日，)
- (2002年10月1日，MOODYZ)
- (2002年10月2日，)
- (2002年10月19日，Soft On Demand)
- (2002年10月25日，)
- (2002年10月25日，TMA)
- (2002年11月1日，)
- (2002年11月1日，)
- (2002年11月8日，)
- (2002年11月20日，Soft On Demand)
- (2002年11月22日，)
- (2002年11月30日，meltyKiss)
- (2002年11月30日，meltyKiss)
- (2002年12月1日，MOODYZ) - 共演:渡瀨晶，
- (2002年12月5日，)
- (2002年12月6日，) - 共演:星崎未來，
- (2002年12月10日，) - 共演:
- (2002年12月13日，)

2003年
- (2003年1月1日，Bunny's Bunny)
- (2003年1月28日，h.m.p) - 共演:渡瀨晶
- (2003年2月6日，Soft On Demand)
- (2003年2月7日，GLAY'z)
- (2003年2月20日，)
- (2003年2月21日，GLAY'z)
- (2003年2月24日，)
  - No127  - 共演:
  - No128 
  - No129 
  - No130 
  - No131 
  - No132 
  - No133
- (2003年4月25日，)
- (2003年5月23日，) - 共演:
- (2003年6月20日，)
- (2003年6月27日，) - 共演:
- (2003年7月25日，) - 共演:早坂瞳，紋舞蘭，
- (2003年7月25日，) - 他出演:朝河兰，早坂瞳，紋舞蘭，
- (2003年8月29日，) - 共演:早坂瞳，紋舞蘭
- (2003年9月26日，)
- (2003年10月24日，)
- (2003年11月28日，)
- (2003年12月26日，)

2004年
- (2004年2月28日，)
- (2004年4月23日，) - 他出演:早坂瞳，紋舞蘭，COCOLO，
- (2004年4月30日，)
- (2004年6月25日，) - 共演:nao.

## 外部連結
- （日語） Oikawa Nao Official Web Site（页面存档备份，存于）
- （日語） Nao Oikawa Official Blog（页面存档备份，存于）
- 及川奈央（Nao Oikawa）Official的Facebook專頁
- 及川奈央 (nao_0421)的X（前Twitter）
- 及川奈央在互联网电影资料库（IMDb）上的資料（英文）
- （日語） K.M.Produce 及川奈央 女優紹介
- （日語） GO-ONGER INTERVIEW 12 及川奈央
- （日語）
- （日語）
- （日語） Angel Heart
  -  - Tsukasa Hojo Official Web Site
- （日語） Blood Prisoner
  - bloodprisoner的X（前Twitter）
  - USTREAM上的bloodprisoner（页面存档备份，存于）
- （日語） Nao Oikawa（页面存档备份，存于） - Sony Music Artist
- （日語） G3 Princess（页面存档备份，存于） - Columbia Music Entertainment